# Trill Beatrix
Trill Beatrix (Fehérgyarmat, 1995. január 23. –) magyar színésznő.

## Életpályája
Fehérgyarmaton született, de hároméves koráig a kárpátaljai Sárosorosziban élt családjával. Ezt követően költöztek Fehérgyarmatra, ahol általános iskolai tanulmányait elkezdte. Második osztályos általános iskolás volt, amikor a családjával Budapestre költöztek. Egy évig tanult a Pesti Magyar Színiakadémián, Pál András osztályában. 2016-2021 között a Kaposvári Egyetem színművész szakán tanult, Cseke Péter osztályában. 2025-től a Loupe Színházi Társulás tagja.
Édesapjának unokatestvére Trill Zsolt, aki szintén színész.

## Filmes és televíziós szerepei
- Aranyélet (2016) ...Hallgató
- HOL A NYUSZI? (2018) ... Lány
- A Nagy Fehér Főnök (2022) ...Piros
- Korai menyegző (2022) ...Nyuszi
- Gólkirályság (2023–) ...Major Krisztina
- Memento Mori – A váci legenda (2023)... Szülő örömlány
- Sátán (2023) ... Potager
- Valami Amerika (2023) ...Zita
- Lepattanó (2024) ...kislány anyukája
- Futni mentem (2024) ...Emma
- Hogyan tudnék élni nélküled? (2024) ...Anikó
- Sünvadászat (2025)
- Hunyadi (2025) ...Báthori Margit